# جون سميث (سياسي ويلزي)
جون سميث (بالإنجليزية: John Smith) هو سياسي بريطاني، ولد في 17 مارس 1951 في المملكة المتحدة. حزبياً، نشط في حزب العمال.

## مناصب
- في 1989 Vale of Glamorgan by-election [الإنجليزية]‏، انتخب عضو البرلمان الخمسون للمملكة المتحدة عن دائرة فيل أوف غلامورغان وقد انضم خلال فترته النيابية ‏ (4 مايو 1989 – 16 مارس 1992) للكتلة البرلمانية حزب العمال.
- في الانتخابات العامة في المملكة المتحدة 1997 [الإنجليزية]‏، انتخب عضو البرلمان الثاني والخمسون للمملكة المتحدة عن دائرة فيل أوف غلامورغان وقد انضم خلال فترته النيابية ‏ (1 مايو 1997 – 14 مايو 2001) للكتلة البرلمانية حزب العمال.
- في الانتخابات العامة في المملكة المتحدة 2001، انتخب عضو برلمان المملكة المتحدة الـ53 عن دائرة فيل أوف غلامورغان وقد انضم خلال فترته النيابية ‏ (7 يونيو 2001 – 11 أبريل 2005) للكتلة البرلمانية حزب العمال.
- في الانتخابات العامة في المملكة المتحدة 2005، انتخب عضو برلمان المملكة المتحدة الـ54 عن دائرة فيل أوف غلامورغان وقد انضم خلال فترته النيابية ‏ (5 مايو 2005 – 12 أبريل 2010) للكتلة البرلمانية حزب العمال.